# Aziatische doornschildpad
De Aziatische doornschildpad (Cuora mouhotii) is een schildpad uit de familie Geoemydidae. De soort werd voor het eerst wetenschappelijk beschreven door John Edward Gray in 1862. Oorspronkelijk werd de wetenschappelijke naam Cyclemys mouhotii gebruikt. 

## Naam
Andere Nederlandse namen zijn Indische of Maleise doorn(rand)schildpad. De soort is al vaak van wetenschappelijke naam veranderd, zo behoorde de schildpad in het verleden tot de geslachten Cyclemys, Geoemyda en Pyxidea. In 2004 is de soort, overigens voor de tweede keer, ingedeeld bij het geslacht Cuora, waardoor de literatuur niet altijd eenduidig is over de wetenschappelijke naam.

## Uiterlijke kenmerken
De schildlengte is ongeveer 18 centimeter, het ovale schild is iets afgeplat en de hoornplaten aan de achterzijde van het schild zijn sterk zaag-achtig getand. Dit is om het dier op een blad te laten lijken en dient niet ter verdediging. Kenmerkend zijn de drie opstaande lengtekielen op het schild, één op het midden van het schild van kop tot staart en aan weerszijden hiervan twee kortere die de schildranden niet raken. De kleur is altijd bruin, groene exemplaren komen niet voor, de huid is donkerder tot zwart. Vooral de juvenielen hebben een naar zwart neigende kleur, evenals een gele schildrand die na enkele vervellingen verdwijnt. De richels vervagen na verloop van tijd maar verdwijnen nooit helemaal, ook hebben jongere exemplaren een platter schild dat met de jaren boller wordt. Mannetjes hebben een dikkere en langere staart.

## Algemeen
De Aziatische doornschildpad leeft in oostelijk India, Laos, Vietnam, Myanmar, Thailand en zuidelijk China. Het is een landbewoner die tussen de bladeren in bossen leeft, de schildkleur en -vorm doen denken aan een blad. De schildpad zoekt het water niet op, ook niet bij gevaar. Op het menu staan in het wild waarschijnlijk voornamelijk planten, maar in gevangenschap gehouden dieren bleken meer omnivoor tot carnivoor te zijn. Een sterke bedreiging voor de soort is de Aziatische traditionele medicijnindustrie die de schildpad in grote hoeveelheden 'oogst', maar dat geldt voor een zeer groot aantal soorten schildpadden.